# Hostěrádky-Rešov
Hostěrádky-Rešov – miejscowość i gmina (obec) w Czechach, w kraju południowomorawskim, w powiecie Vyškov. W 2022 roku liczyła 845 mieszkańców.
W miejscowości jest przystanek kolejowy Hostěrádky-Rešov.